# Añelo (departamento)
Añelo é um departamento da Argentina, localizado na província de Neuquén.